# Andrzej Wróblewski
Andrzej Krystyn Wróblewski (15 de junio de 1927 - 23 de marzo de 1957) fue un pintor polaco figurativo, y también abstracto, que está reconocido por muchos como uno de los más destacados artistas de Polonia tras la Segunda Guerra Mundial. Murió en un accidente de montañismo en 1957 cuándo solo tenía 29 años, pero había creado ya una representación artística muy personal, y había abierto nuevos caminos en el arte.

## Biografía

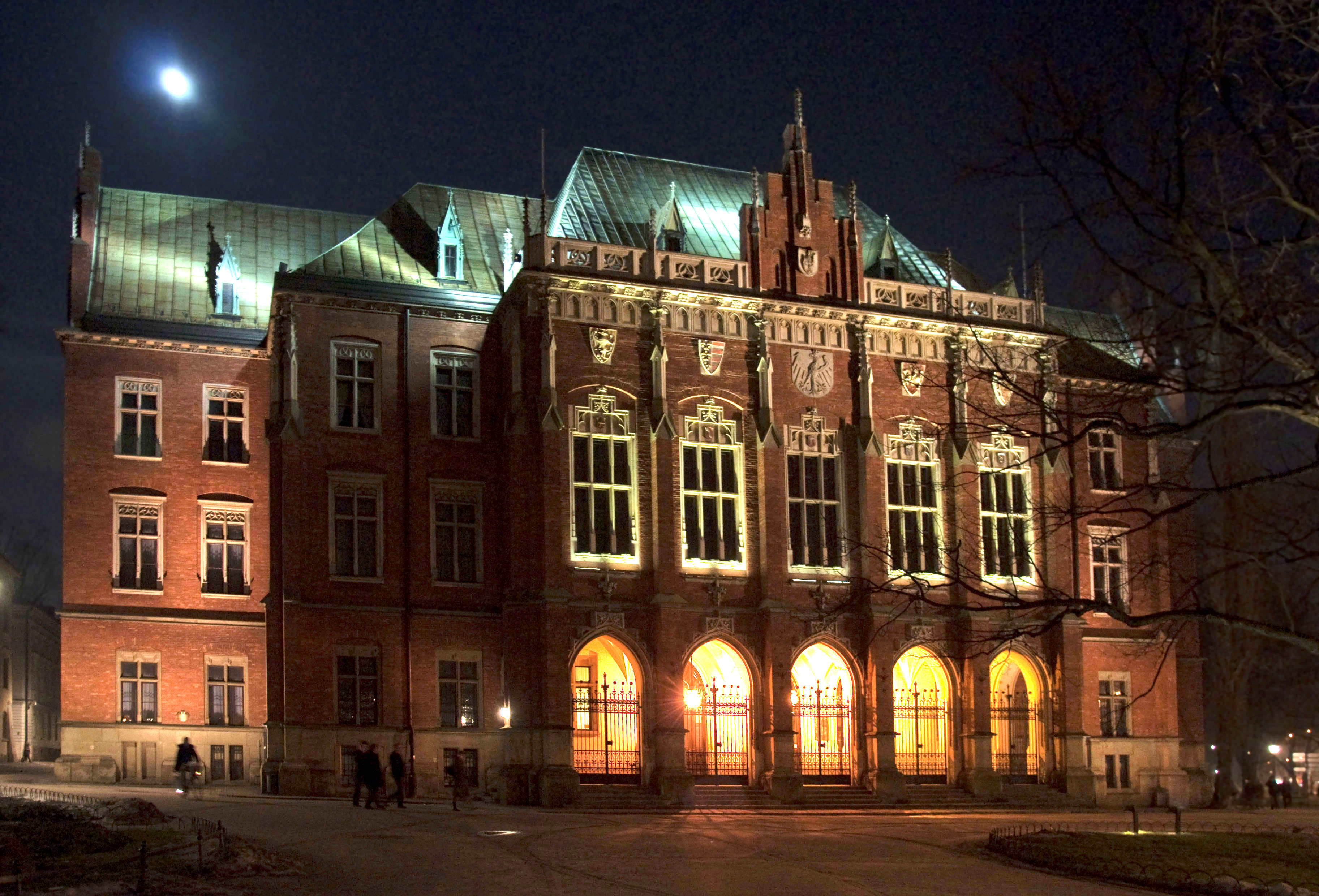
Wróblewski simultáneamente estudiaba Arte en la famosa Universidad Jaguelónica en Cracovia en 1945–48.

Wróblewski nació en Wilno (hoy Vilna) el 15 de junio de 1927, era hijo del profesor de leyes Bronisław Wróblewski del Universidad de Vilna y de la pintora Krystyna Wróblewska. Mostró talento artístico a una edad muy temprana. 
Su educación fue interrumpida por la invasión alemana de Polonia; su padre sufrió un infarto a consecuencia del registro de la casa familiar por los nazis en 1941, y falleció. A pesar de ello, él logró seguir algunos cursos clandestinos. Y su madre le introdujo al arte de tallado de madera (xilografía) el cual practicó de 1944 a 1946.
Inmediatamente después de finalizar la Segunda Guerra Mundial, y siguiendo el cambio de las fronteras nacionales de Polonia, su madre y hermanos se trasladaron de Vilna a Cracovia, en una repatriación que reflejará en uno de sus grandes cuadros. En Cracovia pasó los exámenes y devino un estudiante de Pintura y Escultura de la escuela de arte más vieja de Polonia, la Academia de Bellas artes, donde estudió entre 1945 y 1952 bajo Zygmunt Radnicki, Zbigniew Pronaszko, Hanna Rudzka-Cybisowa y Jerzy Fedkowicz. En 1947 hizo una provechosa estancia en los Países Bajos. También entre 1945 y 1948 estudió historia del arte simultáneamente en la Universidad Jaguelónica, la universidad más vieja de Polonia (y una de las más antiguas en el mundo).

## 1945-1949
Sus pinturas más tempranas fueron tradicionales, como Martwa natura z dzbanem (Bodegón con un jarrón), de 1946. Pronto en su carrera, hacia el final de la década de 1940, empieza a rebelarse contra el dominante estilo Colorista  propagado en círculos académicos en Polonia durante este periodo y en la 1.ª Exposición de Arte Moderno en Cracovia de 1948, es reconocido como un pintor que exhibe algunas formas espaciales inéditas. 
Fue muy importante en Wróblewski su apertura artística, que era contraria al estilo y técnicas populares en Polonia. Lo lleva a crear una Escuela de Arte de Autoaprendizaje, como unidad de la Asociación de la Juventud Académica polaca en el Academia de Bellas Artes de Cracovia para pintores jóvenes. Sus primeros miembros fueron Przemysław Brykalski, Andrzej Strumiłło y Andrzej Wajda. Este fue el primer grupo en la historia de arte contemporáneo polaco en manifestarse abiertamente en contra de la estética del movimiento Colorista. La tesis primaria de Wróblewski expone la necesidad para el arte en qué "elementos estéticos e ideológicos serían fusionados indivisiblemente."
Entre 1947 y 1948 Wroblewski se centró en la experimentación en pinturas al óleo y acuarelas (gouaches) desarrollando un medio único de expresión, quedando abierto a las influencias de estilo de artistas modernos del surrealismo, arte abstracto,  y arte geométrico), que habían ya influenciado la naturaleza de otros talentosos artistas en Cracovia. Sus obras de este periodo frecuentemente incluyen figuras geométricas Niebo nad Gorami (El Cielo sobre las Montañas), Niebo Niebieskie (Cielo celeste) en 1948; Segmenty, (1949).

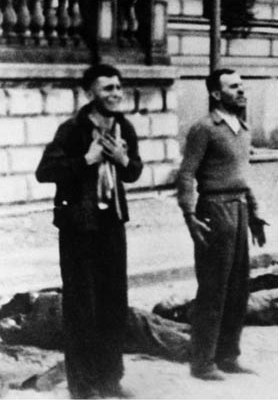
Ejecuciones de rehenes civiles polacos durante la ocupación alemana de Polonia en 1939. La mayoría de trabajos famosos de Wróblewski estuvieron dedicados a mantener la memoria a través del arte

A través de exploración en arte Wroblewski se ingenió para crear un estilo formal propio. Con su interpretación artística propia, revelado en uno de sus trabajos la mayoría de las ejecuciones que datan del tardíos 1940s ilustrando su expresividad aumentada y las capacidades metafóricas que describen acontecimientos de vida real. Estas pinturas que describen acontecimientos brutales durante la ocupación alemana de Polonia es punto y aparte para generar intensos sentimientos al observador. El artista cumple esto por describir brutalmente las figuras humanas deformadas desgarradas a piezas; al propio tiempo la paleta está mantenido en tonos fríos, como el azul-verde que domina en los cadáveres.
También estuvo altamente interesado en teoría del arte y crítica de literatura de su tiempo, desde entonces 1948 artículos editoriales en Głos Plastyków ("La Voz de los artistas"), Przegląd Artystyczny ("Revisión de Artes"), Twórczość ("Creatividad"), Gazeta Krakowska (Gaceta de Cracovia) y Życie Literackie ("Vida Literaria").

## Últimos años
En los inicios de los '50, en la República Popular de Polonia Wróblewski adoptó el estilo estatal favorecido del realismo socialista. Después de que muere el premier soviético Iósif Stalin y la resultante desestalinización menoscabó las presiones gubernamentales en varias esferas de vida, el arte incluido, desde 1955 él revierte sus intereses anteriores que crean una serie de pinturas figurativas que centran en el tema de la familia. Generalmente de humor positivo,  eran inspirados en la vida privada del artista, en especial por el nacimiento de su hijo Andrzej en 1954. 
Wroblewski murió en un accidente de montañismo en Tatry el 23 de marzo de 1957. Fue el autor de más de 150 pinturas al óleo, 1400 dibujos, docenas de otras formas de arte y además publicó más de 80 artículos. Sus trabajos fueron expuestos y forman parte de muchas colecciones y museos polacos.
En la actualidad Europa comienza a descubrir a este artista mediante exposiciones fuera de Polonia. Y destaca la realizada en el Museo Reina Sofía en el Palacio de Velázquez del Parque del Retiro en Madrid, desde 18 de noviembre de 2015 hasta finaes de febrero de 2016. Viene acompañada por un detallado catálogo de exposición Andrzej Wróblewski (2015), con ayuda del Museo de Arte Moderno de Varsovia y de los herederos del pintor. Los textos son muy reveladores de su valía.